# Mattiastrum polycarpum
Mattiastrum polycarpum är en strävbladig växtart som beskrevs av K. H. Rechinger. Mattiastrum polycarpum ingår i släktet Mattiastrum och familjen strävbladiga växter. Inga underarter finns listade i Catalogue of Life.